# Clive Caldwell
Clive Robertson „Killer” Caldwell (ur. 28 lipca 1910 w Lewisham, zm. 5 sierpnia 1994 w Sydney) – australijski wojskowy, czołowy as myśliwski okresu II wojny światowej. Walczył w Afryce Północnej, Australii i na obszarze Pacyfiku, osiągając 28 ½ potwierdzonego zestrzelenia. Dowodził między innymi 112 dywizjonem RAF, w którym służyli także polscy piloci.

## Życiorys
Clive Caldwell rozpoczął swoją karierę pilota w 1938 roku, wstępując do Royal Aero Club of New South Wales. W dniu wypowiedzenia przez Wielką Brytanię i jej dominia wojny III Rzeszy (3 września 1939) miał wylatane zaledwie 11 godzin. Natychmiast zgłosił się jako ochotnik do Royal Australian Air Force (RAAF), ale jego kandydatura została odrzucona, ponieważ przekroczył limit wieku, wyznaczony dla pilotów myśliwskich. Obszedł tę trudność, fałszując własne świadectwo urodzenia i ostatecznie rozpoczął trening pilotażu w lutym 1940 roku. 12 stycznia 1941 roku uzyskał uprawnienia pilota i wkrótce został skierowany na front: do Afryki Północnej. Po krótkim okresie służby w 73 dywizjonie Royal Air Force (RAF), na początku maja otrzymał przydział do nowo formowanego w Palestynie 250 dywizjonu RAF, wyposażanego w otrzymane na podstawie Lend-Lease Act amerykańskie myśliwce Tomahawk Mk II B.
Swoje pierwsze potwierdzone zwycięstwo powietrzne uzyskał 26 czerwca 1941 roku, zestrzeliwując w rejonie Fort Capuzzo niemiecki myśliwiec Bf 109 E, pilotowany przez porucznika Heinza Schmidta. Cztery dni później zestrzelił trzy kolejne niemieckie samoloty w jednej misji. Piąte zwycięstwo, nad włoskim Fiatem G.50, osiągnął 7 lipca na południowy wschód od Gazali. W tym czasie udoskonalił swą technikę strzelecką, opracowując metodę treningu polegającą na strzelaniu do cienia własnego samolotu w locie koszącym nad pustynią. Również w tym okresie koledzy nadali mu, a prasa wkrótce spopularyzowała, nielubiany przezeń przydomek „Killer”. Co do jego pochodzenia, istnieją dwie wersje. Pierwsza, że otrzymał go w związku z praktyką wykorzystywania całej niezużytej w czasie misji amunicji do ostrzeliwania celów naziemnych podczas powrotu do bazy; druga, mniej popularna, iż miał w zwyczaju ostrzeliwanie ratujących się na spadochronach lotników nieprzyjaciela, jeżeli zachodziła obawa, że powrócą do własnych wojsk i walki przeciwko aliantom. Sami Niemcy nadali mu przydomek „Tiger”.
29 sierpnia 1941 roku, lecąc samotnie, został zaatakowany przez dwa Bf 109, z których jeden był pilotowany przez niemieckiego asa, Wernera Schröera. Serie z ich broni rozbiły kabinę Tomahawka i uszkodziły prawe skrzydło, raniąc Caldwella w plecy, lewe ramię i udo, a odłamki osłony uderzyły go w twarz i szyję. Pomimo ran i uszkodzeń zawrócił, zestrzeliwując bocznego Schröera, a jego samego zmuszając do ucieczki. Następnie nurkując zdusił płomienie na silniku i bezpiecznie powrócił do bazy. W jego spisanym na straty samolocie naliczono później ponad 100 przestrzelin po pociskach karabinowych i pięć z działek kal. 20 mm. Po wyleczeniu z ran powrócił do akcji we wrześniu, zestrzeliwując w dniach 27 i 28 września po jednym Bf 109. Podczas operacji Crusader, 23 listopada 1941 roku zestrzelił samolot niemieckiego asa, kapitana Wolfganga Lipperta, który, ranny, został wzięty do niewoli i wkrótce zmarł w wyniku gangreny. W uznaniu zasług Caldwell został odznaczony Distinguished Flying Cross (DFC) i awansowany do stopnia Flight Lieutnanta. Kolejne zestrzelenia zgłosił 26 listopada (Bf 109) i 5 grudnia (pięć niemieckich i włoskich Ju 87 w ciągu kilku zaledwie minut). Za ostatnią akcję otrzymał po raz drugi DFC.
Kolejne zwycięstwa powietrzne odniósł już po odblokowaniu Tobruku, pomiędzy 12 a 28 grudnia, a jedną z jego ofiar był kolejny niemiecki as myśliwski, Erbo Graf von Kageneck. 6 stycznia 1942 roku został mianowany dowódcą 112 dywizjonu RAF, znanego jako „dywizjon rekinów” od paszcz malowanych na osłonach wlotów powietrza ich Kittyhawków. Skład dywizjonu był międzynarodowy, od lutego wśród personelu latającego pojawili się też polscy piloci. 21 lutego Caldwell, lecąc na czele eskadry, zestrzelił jednego BF 109, jednak za cenę trzech Kittyhawków, w tym dwóch pilotowanych przez Polaków: porucznika Witolda Jandera i sierżanta Józefa Dermę (obaj piloci przeżyli). Kolejne trzy zwycięstwa jako dowódca 112 dywizjonu odniósł 11 oraz 14 marca, w tym jedno wspólnie z sierżantem Zbigniewem Urbańczykiem. Dowodzenie polskimi pilotami przyniosło mu odznaczenie Krzyżem Walecznych. 23 kwietnia zestrzelił Bf 109 w rejonie Tobruku i było to jego ostatnie zwycięstwo powietrzne nad Afryką.
Po japońskim nalocie na Darwin 19 lutego 1942 roku, rząd australijski stanął wobec bezpośredniego zagrożenia kraju. Premier John Curtin zwrócił się do Winstona Churchilla o dostawy nowoczesnych myśliwców oraz powrót doświadczonych pilotów dla wzmocnienia obrony powietrznej Australii. Jednym z nich był Clive Caldwell, chociaż dowodzący RAF Middle West Command marszałek lotnictwa Arthur Tedder nie chciał początkowo zezwolić na odejście tak doskonałego pilota. Ostatecznie Caldwell opuścił Afrykę w połowie maja, a po odbyciu treningu na myśliwcu Supermarine Spitfire, odpłynął z Wielkiej Brytanii przez Stany Zjednoczone do Australii, gdzie dotarł we wrześniu. Po okresie służby jako instruktor w No. 2 Operational Training Unit (OTU), w styczniu 1943 roku objął, jako Wing Commander, dowodzenie 1 Skrzydłem Myśliwskim RAAF w Darwin. W pierwszym starciu powietrznym z Japończykami, 2 marca, zgłosił zestrzelenie dwóch samolotów (niepotwierdzone na podstawie powojennych badań dokumentów): myśliwca A6M2 „Zeke” i bombowo-torpedowego B5N2 „Kate”. Kolejne dwa zestrzelenia, również niepotwierdzone, zgłosił 2 maja 1943 roku, gdy dowodzone przez niego jednostki poniosły podczas odpierania japońskiego ataku ciężkie straty, tak w Spitfire'ach, jak i wśród pilotów. 20 czerwca poprowadził 46 samolotów przeciwko kolejnemu japońskiemu rajdowi, zgłaszając jedno zestrzelenie pewne i jedno prawdopodobne. Dwa dni później został odznaczony Distinguished Service Order.

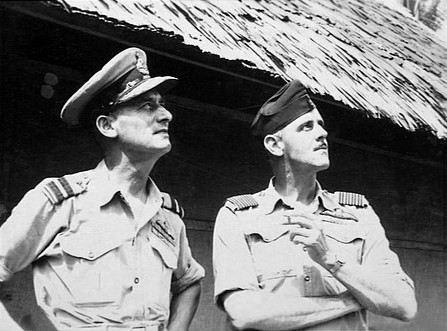
Group Captain Clive Caldwell (z prawej) i Air Commodore Arthur H. Cobby na Morotai, styczeń 1945. As I i as II wojny światowej

Następne dwa zwycięstwa nad japońskimi samolotami zgłosił 30 czerwca, podczas odpierania ataku na bazę lotniczą Fenton. 17 sierpnia 1943 roku zaliczył swoje ostatnie zestrzelenie, jego potwierdzony rekord zwycięstw wyniósł 28 ½ samolotu. Później japońskie ataki stały się rzadsze i były przeprowadzane nocą, by ustać zupełnie w listopadzie 1943 roku. Caldwell został przeniesiony jako instruktor do No. 2 OTU, a na front powrócił 14 kwietnia 1944 roku, jako dowódca 80 Skrzydła Myśliwskiego RAAF, w grudniu przebazowanego do Morotai jako część Australian First Tactical Air Force, przygotowywanego do udziału w ostatecznym ataku na Wyspy Japońskie. Gdy jednak dowództwo alianckie przeznaczyło Australijczykom zadanie bezpośredniego wsparcia wojsk naziemnych, o wiele bardziej niebezpieczne i mniej spektakularne niż działania myśliwskie, Caldwell i siedmiu innych oficerów złożyło rezygnację w akcie protestu (tzw. bunt na Morotai). Trzech z nich zostało później odsuniętych od dowodzenia, pozostali, w tym Caldwell, oczyszczeni z zarzutów. W maju 1945 roku przeniesiono go do pracy sztabowej w Melbourne.
Już po zakończeniu działań wojennych został oskarżony o przemyt alkoholu do Morotai, gdzie Australijczycy mieli sprzedawać go amerykańskim sojusznikom. Postawiony przed sądem wojennym, został zdegradowany do stopnia Flight Lieutnanta. Gdy jego prośba o ułaskawienie do gubernatora generalnego nie przyniosła rezultatu, 6 lutego 1946 roku odszedł do cywila. Zajmował się handlem amerykańskimi nadwyżkami wojennymi, a później wszedł do spółki specjalizującej się w handlu międzynarodowym. Osiągnął w niej stanowisko przewodniczącego rady. Zmarł w Sydney 5 sierpnia 1994 roku.